# Systasis henrici
Systasis henrici är en stekelart som beskrevs av Girault 1913. Systasis henrici ingår i släktet Systasis och familjen puppglanssteklar. Inga underarter finns listade i Catalogue of Life.